# Macedônio de Antioquia
Macedônio (em latim: Macedonius; em grego: Μακεδόνιος; romaniz.: Macedónios) foi um patriarca grego ortodoxo de Antioquia entre 628 e 640. Sucedeu Anastácio III e foi sucedido por Jorge I.